# Le Beau Mariage
Le Beau Mariage is een Franse dramafilm uit 1982 onder regie van Éric Rohmer.

## Verhaal
Sabine wil een goede man vinden. Haar vriendin Clarisse stelt haar daarom voor aan de Parijse advocaat Edmond. Aangemoedigd door Clarisse tracht Sabine Edmond te versieren, maar hij lijkt niet op haar avances in te gaan.

## Rolverdeling
| Acteur            | Personage         |
| ----------------- | ----------------- |
| Béatrice Romand   | Sabine            |
| André Dussollier  | Edmond            |
| Féodor Atkine     | Simon             |
| Arielle Dombasle  | Clarisse          |
| Huguette Faget    | Maryse            |
| Thamila Mezbah    | Moeder van Sabine |
| Sophie Renoir     | Lise              |
| Hervé Duhamel     | Frédéric          |
| Pascal Greggory   | Nicolas           |
| Virginie Thévenet | Jonge echtgenote  |
| Denise Bailly     | Gravin            |
| Vincent Gauthier  | Claude            |
| Anne Mercier      | Secretaresse      |
| Catherine Rethi   | Klant             |
| Patrick Lambert   | Reiziger          |